# Berberis mitifolia
Berberis mitifolia là một loài thực vật có hoa trong họ Hoàng mộc. Loài này được Stapf mô tả khoa học đầu tiên năm 1931.